# Facidina polystigma
Facidina polystigma är en fjärilsart som beskrevs av Oswald Beltram Lower 1903. Facidina polystigma ingår i släktet Facidina och familjen nattflyn. Inga underarter finns listade i Catalogue of Life.